# Vlada (ime)
Vlada je žensko osebno ime.

## Izvor imena
Ime Vlada je različica ženskega osebnega imena Vladimira.

## Pogostost imena
Po podatkih Statističnega urada Republike Slovenije je bilo na dan 31. decembra 2007 v Sloveniji število ženskih oseb z imenom Vlada: 11.

## Osebni praznik
Osebe z imenom Vlada lahko godujejo takrat kot Vladimire.